# Municipio Solosuchiapa
Koordinaten: 17° 24′ N, 93° 1′ W
Solosuchiapa ist ein Municipio im Norden des mexikanischen Bundesstaats Chiapas. Das Municipio hat etwa 8.000 Einwohner und eine Fläche von 156,8 km². Verwaltungssitz und größter Ort des Municipios ist das gleichnamige Solosuchiapa.

## Geographie
Das Municipio Solosuchiapa liegt im Norden des mexikanischen Bundesstaats Chiapas auf Höhen unter 1700 m. Es zählt zur Gänze zur physiographischen Provinz der Sierra Madre de Chiapas und liegt vollständig in der hydrologischen Region Grijalva-Usumacinta. Die Geologie des Municipios wird zu 54 % von Sandstein-Lutit bestimmt bei 39 % Kalkstein; vorherrschender Bodentyp ist der Luvisol (98 %). 69 % der Gemeindefläche werden von Weideland eingenommen, 27 % sind bewaldet.
Das Municipio Solosuchiapa grenzt an die Municipios Ixtapangajoya, Amatán, Ixhuatán, Chapultenango und Ixtacomitán.

## Bevölkerung
Beim Zensus 2010 wurden im Municipio 8065 Menschen in 1722 Wohneinheiten gezählt. Davon wurden 1122 Personen als Sprecher einer indigenen Sprache registriert, darunter 846 Sprecher des Tzotzil und 232 Sprecher des Zoque. Gut 16,5 Prozent der Bevölkerung waren Analphabeten. 2334 Einwohner wurden als Erwerbspersonen registriert, wovon knapp 90 % Männer bzw. 1,9 % arbeitslos waren. 34 % der Bevölkerung lebten in extremer Armut.

## Orte
Das Municipio Solosuchiapa umfasst 57 bewohnte localidades, von denen nur der Hauptort vom INEGI als urban klassifiziert ist. Fünf Orte wiesen beim Zensus 2010 eine Einwohnerzahl von über 500 auf, 44 Orte hatten weniger als 100 Einwohner. Die größten Orte sind:
| Ort                | Einwohner |
| Solosuchiapa       | 2035      |
| Cerro las Campanas | 0763      |
| Álvaro Obregón     | 0638      |
| Monte Horeb        | 0580      |